# Igrzyska solidarności islamskiej
Igrzyska solidarności islamskiej – międzynarodowe igrzyska sportowe. W grę zaangażowani są sportowcy z Organizacji Konferencji Islamskiej. Reżyserią i organizacją ISI zajmuje się organizacja Islamic Solidarity Games Federation (ISSF).

## Historia
Pierwsza impreza odbyła się w 2005 roku w Arabii Saudyjskiej. Obecnie jest 57 członków Organizacji Konferencji Islamskiej. W igrzyskach mogą wziąć udział zarówno muzułmanie jak i inni. Druga edycja miała odbyć się w 2009 roku w Iranie, przesunięta następnie na rok 2010, ale ostatecznie została anulowana. Kolejne edycje miały miejsce w Pekanbaru (2013) oraz w Baku (2017). Piąta edycja ma odbyć się w Konyi w 2022.

## Edycje
| Rok  | Kraj             | Miasto    |
| ---- | ---------------- | --------- |
| 2005 | Arabia Saudyjska | Mekka     |
| 2010 | Iran             | Teheran   |
| 2013 | Indonezja        | Pekanbaru |
| 2017 | Azerbejdżan      | Baku      |
| 2022 | Turcja           | Konya     |

### Wyniki
- Boks 2017
- Judo 2017
- Zapasy 2017 ● Zapasy 2022